# 25043 Fangxing
25043 Fangxing è un asteroide della fascia principale. Scoperto nel 1998, presenta un'orbita caratterizzata da un semiasse maggiore pari a 2,6809659 UA e da un'eccentricità di 0,1059955, inclinata di 3,76655° rispetto all'eclittica.